# 상가건물 임대차보호법
상가건물 임대차보호법(商街建物賃貸借保護法)은 상가건물의 임대차에 대한 민법의 특별법으로 사업자등록 대상이 되는 상가건물의 임대차에 적용되며 건물에 대한 보증금이 일정범위 이내인 경우에만 적용된다. 법인도 이 법상 보호를 받을 수 있다 공부상 용도가 축사라고 하더라도 실제 용도가 영업에 관한 것이라면 상가건물임대차보호법이 적용된다.
상가건물임대차보호법은 모든 상가건물의 임대차에 적용되는 것이 아니라 대통령령이 정하는 보증금을 초과하는 임대차에 대하여는 그 적용이 없다